# The New Abnormal
The New Abnormal —en español: La nueva anormalidad— es el sexto álbum de estudio de la banda de garage rock estadounidense The Strokes. Fue lanzado el 10 de abril de 2020 en todas las plataformas y países. Este álbum salió a la venta tras siete años sin un álbum de estudio, ya que "Future Present Past" es un EP publicado en 2016.
El álbum fue producido por Rick Rubin y grabado en su estudio Shangri-La en Malibu, California, con grabaciones adicionales en estudios en el condado de Los Ángeles y Hawái. The Strokes comenzaron a interpretar canciones del álbum por primera vez en diferentes programas en 2019, antes de revelar la lista de canciones y la portada del álbum a principios de 2020. Las canciones "At the Door", "Bad Decisions", "Brooklyn Bridge to Chorus" y "The Adults Are Talking" fueron lanzados como sencillos antes y durante el lanzamiento del álbum.
The New Abnormal recibió críticas muy positivas de la prensa especializada y seguidores, quienes lo consideraron un regreso a la buena forma y el renacer de la banda, hasta tal punto de calificarlo como su mejor trabajo desde el mundialmente aclamado Is This It (2001). El elogio se dirigió particularmente hacia la madurez de las letras de Julian Casablancas y el sentido mejorado de cohesión musical y personal de la banda tras una década plagada de tensión y distanciamiento de los miembros en pos de sus trabajos en solitario. Alcanzó el número 1 en Escocia y los diez primeros en otros seis países, incluidos los Estados Unidos y el Reino Unido. El álbum ganó el premio Grammy en su edición del 2021 a mejor álbum de rock del año. 

## Grabación
Las sesiones de escritura para The New Abnormal se remontan a 2016, luego de la presentación del EP "Future Present Past" el mismo año. El guitarrista Nick Valensi le había dicho a la revista DIY que estaban progresando "lenta pero seguramente" en el álbum. Al año siguiente, Albert Hammond, padre del guitarrista Albert Hammond Jr., le dijo a The West Australian que los Strokes estaban trabajando con Rick Rubin en un próximo álbum. Hammond Jr. respondió a esto a través de Twitter, indicando que solo le estaban presentando ideas musicales y que no estaban en ninguna sesión de grabación. La banda eventualmente comenzaría a grabar sesiones con Rubin en su estudio Shangri-La en Malibu, California. Se realizaron grabaciones adicionales en Studio City Sound, Lucy's Meat Market, Groove Masters y Joel and Zach's Studio, todos en el condado de Los Ángeles, así como en Mauka View en Princeville, Hawái.
El 13 de mayo de 2019, la banda actuó en vivo por primera vez después de dos años en el Wiltern Theatre de Los Ángeles, estrenando una nueva canción titulada "The Adults Are Talking". El programa fue el primero de lo que se denominó una "gira de regreso global". Los primeros espectáculos estuvieron plagados de dificultades técnicas que iban desde problemas de sonido hasta lluvias torrenciales y cancelaciones de festivales enteros, en parte debido al COVID-19.

## Composición
Los críticos de música generalmente han considerado a The New Abnormal como un álbum de rock indie. Matty Pywell de Gigwise escribió que mezclaba indie rock y "new wave mezclado con electrónica". Escribiendo para Newsweek, James Crowley escribió que el álbum se inclina más hacia el "post-punk con tintes disco que el garage rock con el que se hicieron un nombre", mientras que Kitty Empire de The Observer lo etiquetó como "pop total". Los escritores también han considerado que el álbum tiene elementos de la música pop de los 80, glam rock, y dream pop. El álbum contiene el mismo estilo de riffs de guitarra en duelo que se escucharon en los álbumes anteriores de los Strokes. Harrison Screen de Vinyl Chapters descubrió que también continúa la tradición de la banda de mezclar "una sensación vintage con lo moderno", y agregó que "estas canciones son directamente de los setenta". Los críticos encontraron que la segunda mitad del álbum tiene un ritmo mucho más lento y está más dedicado a las baladas. El álbum también incluye una serie de tomas descartadas de conversaciones de estudio intercaladas a lo largo del álbum. Se cree que muchas letras del álbum se refieren al divorcio de Casablancas de su esposa Juliet Joslin.
Dos canciones del álbum incorporan melodías vocales de otras canciones, las cuales incluyen créditos de composición para los artistas originales. El coro de "Bad Decisions" usa la melodía vocal del coro de "Dancing with Myself" (1980) de Generation X, y en "Eternal Summer" usan la melodía vocal del coro de "The Ghost in you" (1984) de Psychedelic Furs.

## Portada
La banda utilizó "Bird On Money" (obra de 1981 del artista neoyorquino Jean-Michel Basquiat) como portada del álbum. El título del álbum se inspiró en una cita hecha por el exgobernador de California Jerry Brown en noviembre de 2018 en medio de los incendios forestales de California. Brown había respondido a los eventos de emergencia siendo etiquetados como "la nueva normalidad" llamándolos en cambio "la nueva anormalidad". Los incendios forestales habían afectado especialmente a Malibú, la ubicación del estudio Shangri-La de Rubin en el que la banda estaba grabando el álbum, aunque el estudio no sufrió daños. Esta cadena de eventos influyó en la banda para que usara la cita como título de su álbum. A pesar de que el título del álbum fue revelado en febrero de 2020 y en su lugar hizo referencia a la cita de Brown, el escritor del New York Times, Jon Pareles, señaló en su revisión del álbum que el título era una descripción adecuada para la vida pública durante la pandemia de COVID-19.El cantante de Strokes, Julian Casablancas, también señaló durante la pandemia que el título "se siente tan profético debido al paralelismo entre algo como el coronavirus".

## Promoción
Para compensar la cancelación de su actuación en el Governors Ball Music Festival el 2 de junio de 2019, la banda tocó un espectáculo especial de víspera de año nuevo en el Barclays Center de Brooklyn con Mac DeMarco, Kirin J Callinan y Hinds. Durante el show, Casablancas anunció el lanzamiento de un nuevo álbum, diciendo: "Sí, pronto tendremos un nuevo álbum... La década de 2010, como sea que la llamen, nos la quitamos. Y ahora nos han descongelado y estamos de vuelta ". La banda también estrenó otra nueva canción titulada "Ode to the Mets". Otras actuaciones notables incluyeron un mitin de Bernie Sanders en Durham, New Hampshire el 10 de febrero de 2020, junto a Alexandria Ocasio-Cortez, Sunflower Bean, Cynthia Nixon y Cornel West. Allí, Casablancas confirmó que el nuevo álbum, titulado The New Abnormal, se lanzará el 10 de abril, mientras que la banda estrenó una nueva canción, "Bad Decisions", y proyectó un video musical para otro, "At the Door".
Para promover aún más el disco, la banda lanzó una serie de vídeos autoproducidos emulando el formato radio llamada "5 guys talking about things they know nothing about" ("5 chicos hablando de cosas de las que no saben nada"). La banda explicó que "... queríamos ver si podíamos conectarnos con la gente, y convirtió lo que se suponía que era una radio pirata para el lanzamiento de nuestro álbum (que haríamos en persona) en un video chat en su lugar...". El primer episodio se estrenó el 8 de abril de 2020, y en el siguiente episodio, lanzado el 9 de abril de 2020, la banda hizo una vista previa del disco completo. Además de la promoción del disco, el conjunto también hacía sesiones de escucha de música y tertulias, exponiendo sus gustos musicales y homenajeando a algunas de sus influencias, como el cantautor Bill Withers. De igual manera, The Strokes aprovechó su programa de radio para realizar entrevistas con los productores con los que han trabajado bajo la miniserie "Meet the Producers" ("Conozca a los productores") a fin de acercar el proceso de grabación de los álbumes y compartir anécdotas con los oyentes. De este modo, se realizaron entrevistas con Gordon Raphael (productor de Is This It y Room on Fire), David Kahne (First Impressions of Earth), Gus Oberg (Angles y Comedown Machine) y Rick Rubin (The New Abnormal).
The Strokes interpretó "The Adults Are Talking" y "Bad Decisions" durante el episodio del 31 de octubre de 2020 de la temporada número 46 de Saturday Night Live. "The Adults Are Talking" fue lanzado como un sencillo de radio, impactando estaciones de radio alternativas, el 3 de noviembre de 2020.

## Recepción

### Críticas
La respuesta de los medios a "The New Abnormal" fue positiva. En Metacritic, que asigna una calificación normalizada de 100 a las reseñas de las publicaciones principales, el álbum recibió una puntuación promedio ponderada de 75, basada en 25 reseñas, lo que indica "reseñas generalmente favorables". así como el regreso de los compañeros de banda en términos de cohesión. Esto último, en lo que respecta a la tensión y la apatía dentro del grupo, fue un tema de conversación durante gran parte de la última década.
Will Hodgkinson de The Times otorgó al álbum cinco de cinco estrellas, calificándolo como su "segunda obra maestra", después de Is This It (2001). Elogió la producción de Rick Rubin, así como el sonido general del álbum, diciendo que "los Strokes suenan como una banda de nuevo". Entertainment Weekly le dio al álbum una A-, reconociendo que "veinte años después del primer ascenso de estrellato de la banda , TNA ofrece algo mejor que la juventud imprudente: estrellas de rock finalmente lo suficientemente mayores como para perderse esos buenos viejos tiempos, y lo suficientemente sabias ahora, también, para darnos la banda sonora que estos extraños nuevos tiempos merecen ". NME otorgó al álbum cuatro estrellas, con Ella Kemp comentando, "The Strokes siempre han mantenido sus sentimientos a distancia, pero hay rastros de una introspección más profunda en su sexto álbum, que, a pesar de sí mismo, es algo que agrada al público".
En la reseña de AllMusic, Heather Phares elogió el álbum, afirmando que está "lleno de pasión, compromiso y creatividad" y que "The New Abnormal" marca la primera vez en mucho tiempo que los Strokes han hecho música realmente emocionante". Al dar el veredicto de Consequence of Sound, Tyler Clark declaró que "Incluso con sus inevitables imperfecciones, The New Abnormal es fácilmente el álbum más fresco e interesante que The Strokes ha lanzado en más de una década. Si bien la banda no ha probado para ser el salvador por sí solo que la música rock siempre parece estar buscando, han argumentado a favor de adoptar un enfoque lento de la colaboración y la creatividad. En ese sentido, este álbum podría ser el primer a un camino nuevo y más vigorizado" Rachel Aroesti también brindó una evaluación positiva en la revisión de The Guardian, escribiendo que "cuando se lo proponen, esa vieja magia todavía está al alcance de los Strokes".
Algunos fueron más críticos en su juicio sobre el álbum. En la reseña de Pitchfork, Sam Sodomsky mencionó que "el sexto álbum de The Strokes y el primero en siete años, en su mayoría se siente como una resaca. Es lento y ligero, y los ganchos más fuertes son tan familiares que requieren créditos de escritura adicionales para el "Éxitos de los 80" que copian nota por nota". Neil McCormick de The Daily Telegraph le dio al álbum tres estrellas de cinco, criticando sus "cursis sintetizadores de los ochenta y tiernos ritmos disco", así como las letras de Julian Casablancas, pero elogió su instrumentación y la voz de Casablancas, así como la producción de Rick Rubin para hacer que The Strokes suene "bastante fantástico de nuevo". Al revisar el álbum para Exclaim!, Kaelen Bell tenía sentimientos encontrados, diciendo que "no es un mal disco, pero es frustrante, hecho por una banda que se siente empujada en una docena de direcciones diferentes ". Kitty Empire de The Observer también consideró el álbum como una "escucha frustrante a pesar de su brillo", y agregó que "tempos más rápidos habrían ayudado".

## Sencillos
El primer sencillo publicado fue «At The Door» el 11 de febrero de 2020. Fue mostrado un día antes en un mitin de Bernie Sanders. El segundo sencillo del álbum, «Bad Decisions», fue lanzado una semana después, el 18 de febrero, junto con un video donde la banda salía interpretando sus propios maniquíes.
Y después los sencillos fueron cambiados a:
1 “The Adults Are Talking”
2 “Brooklyn Bridge To Chorus”
3 “Bad Decisions”

## Lista de canciones
Todas las canciones fueron compuestas/musicalizadas por The Strokes excepto donde se indique.
| N.º | Título                                                | Duración |  |
| 1.  | «The Adults Are Talking» (Julian Casablancas)         | 5:09     |  |
| 2.  | «Selfless» (Julian Casablancas)                       | 3:42     |  |
| 3.  | «Brooklyn Bridge to Chorus» (Julian Casablancas)      | 3:55     |  |
| 4.  | «Bad Decisions» (Julian Casablancas)                  | 4:53     |  |
| 5.  | «Eternal Summer» (Julian Casablancas)                 | 6:15     |  |
| 6.  | «At The Door» (Julian Casablancas)                    | 5:10     |  |
| 7.  | «Why Are Sundays So Depressing?» (Julian Casablancas) | 4:35     |  |
| 8.  | «Not the Same Anymore» (Julian Casablancas)           | 5:37     |  |
| 9.  | «Ode To The Mets» (Julian Casablancas)                | 5:51     |  |